# Grand Prix Formule 1 van Maleisië 1999
De Grand Prix Formule 1 van Maleisië 1999 werd gehouden op 17 oktober 1999 in Sepang.

## Uitslag
| Positie | Nummer | Rijder                | Team               | Ronden | Tijd/Opgave | Startplaats | Punten |
| ------- | ------ | --------------------- | ------------------ | ------ | ----------- | ----------- | ------ |
| 1       | 4      | Eddie Irvine          | Ferrari            | 56     | 1:36:38.494 | 2           | 10     |
| 2       | 3      | Michael Schumacher    | Ferrari            | 56     | +1.040      | 1           | 6      |
| 3       | 1      | Mika Häkkinen         | McLaren-Mercedes   | 56     | +9.743      | 4           | 4      |
| 4       | 17     | Johnny Herbert        | Stewart-Ford       | 56     | +17.538     | 5           | 3      |
| 5       | 16     | Rubens Barrichello    | Stewart-Ford       | 56     | +32.296     | 6           | 2      |
| 6       | 8      | Heinz-Harald Frentzen | Jordan-Mugen-Honda | 56     | +34.884     | 14          | 1      |
| 7       | 11     | Jean Alesi            | Sauber-Petronas    | 56     | +54.408     | 15          |        |
| 8       | 10     | Alexander Wurz        | Benetton-Playlife  | 56     | +1:00.934   | 7           |        |
| 9       | 21     | Marc Gené             | Minardi-Ford       | 55     | +1 Ronde    | 19          |        |
| 10      | 5      | Alessandro Zanardi    | Williams-Supertec  | 55     | +1 Ronde    | 16          |        |
| 11      | 9      | Giancarlo Fisichella  | Benetton-Playlife  | 52     | +4 Rondes   | 11          |        |
| NF      | 22     | Jacques Villeneuve    | BAR-Supertec       | 48     | Hydraulica  | 10          |        |
| NF      | 12     | Pedro Diniz           | Sauber-Petronas    | 44     | Spin        | 17          |        |
| NF      | 14     | Pedro de la Rosa      | Arrows             | 30     | Motor       | 20          |        |
| NF      | 20     | Luca Badoer           | Minardi-Ford       | 15     | Spin        | 21          |        |
| NF      | 2      | David Coulthard       | McLaren-Mercedes   | 14     | Benzinedruk | 3           |        |
| NF      | 6      | Ralf Schumacher       | Williams-Supertec  | 7      | Spin        | 8           |        |
| NF      | 15     | Toranosuke Takagi     | Arrows             | 7      | Transmissie | 22          |        |
| NF      | 23     | Ricardo Zonta         | BAR-Supertec       | 6      | Motor       | 13          |        |
| NF      | 18     | Olivier Panis         | Prost-Peugeot      | 5      | Motor       | 12          |        |
| NF      | 7      | Damon Hill            | Jordan-Mugen-Honda | 0      | Botsing     | 9           |        |
| NF      | 19     | Jarno Trulli          | Prost-Peugeot      | 0      | Motor       | 18          |        |

## Wetenswaardigheden
- Michael Schumacher kwam terug voor de laatste twee races van het seizoen nadat hij eerder in het seizoen zijn been had gebroken tijdens de Grand Prix van Groot-Brittannië.
- De beide Ferrari's werden aanvankelijk gediskwalificeerd door het gebruik van illegale barge-boards. Hierdoor zou Mika Häkkinen wereldkampioen worden. Ferrari ging echter in beroep tegen deze beslissing waarna ze herroepen werd.
- Dit was de vierde en laatste overwinning voor Eddie Irvine in de Formule 1.

## Statistieken
| Pole-position | Michael Schumacher | Ferrari | 1:39.688 |
| Snelste ronde | Michael Schumacher | Ferrari | 1:40.267 |

## Noot
- Dit was de 25ste pole position voor een Duitse coureur.

1999 · 2000 · 2001 · 2002 · 2003 · 2004 · 2005 · 2006 · 2007 · 2008 · 2009 · 2010 · 2011 · 2012 · 2013 · 2014 · 2015 · 2016 · 2017